# Memorial Getúlio Vargas
O Memorial Getúlio Vargas é um centro cultural da Prefeitura da Cidade do Rio de Janeiro, situado no subsolo da Praça Luís de Camões, no bairro da Glória. Popularmente conhecido como MGV, foi criado em homenagem ao ex-presidente Getúlio Vargas, que passou 31 dos seus 45 anos de vida pública no Rio de Janeiro.
Inaugurado em 2004, o centro cultural abriga uma exposição permanente sobre a vida e trajetória política do ex-presidente da República - com curadoria de José Murilo de Carvalho, além de oferecer aos visitantes uma programação de shows, exposições de artes visuais, festivais de cinema, peças teatrais, cursos gratuitos e visitas mediadas. 
O espaço foi projetado pelo arquiteto Henock de Almeida, sendo composto de um monumento circundado por um espelho d'água e de uma edificação subterrânea. Ao descerem a escadaria da praça, os visitantes têm acesso a uma galeria principal, um auditório multiuso de 116 lugares, um palco alternativo para performances artísticas, uma pequena galeria de acrílicos e uma cafeteria.